# Mastrus atricornis
Mastrus atricornis är en stekelart som först beskrevs av Gabriel Strobl 1901.  Mastrus atricornis ingår i släktet Mastrus och familjen brokparasitsteklar. Inga underarter finns listade i Catalogue of Life.